# Clarion (Iowa)
Clarion és una població dels Estats Units a l'estat d'Iowa. Segons el cens del 2000 tenia 2.968 habitants.

## Demografia
Segons el cens del 2000, Clarion tenia 2.968 habitants, 1.255 habitatges, i 786 famílies. La densitat de població era de 418,2 habitants per km².
Dels 1.255 habitatges en un 27,5% hi vivien nens de menys de 18 anys, en un 53,5% hi vivien parelles casades, en un 6,4% dones solteres, i en un 37,3% no eren unitats familiars. En el 33,1% dels habitatges hi vivien persones soles el 19% de les quals corresponia a persones de 65 anys o més que vivien soles. El nombre mitjà de persones vivint en cada habitatge era de 2,29 i el nombre mitjà de persones que vivien en cada família era de 2,89.
Per edats la població es repartia de la següent manera: un 23,6% tenia menys de 18 anys, un 7,2% entre 18 i 24, un 24,1% entre 25 i 44, un 21,7% de 45 a 60 i un 23,5% 65 anys o més.
L'edat mediana era de 42 anys. Per cada 100 dones de 18 o més anys hi havia 86,7 homes.
La renda mediana per habitatge era de 37.026 $ i la renda mediana per família de 47.083 $. Els homes tenien una renda mediana de 28.281 $ mentre que les dones 23.077 $. La renda per capita de la població era de 18.431 $. Entorn del 5,3% de les famílies i el 9,9% de la població estaven per davall del llindar de pobresa.

## Poblacions més properes
El següent diagrama mostra les poblacions més properes.